# Квадро
Квадро — архітектори, які походили з місцевості, Кадро біля Лугано (Швейцарія). Квадро були активними провідниками форм італійського ренесансу в Україні.
В Україні працювали:
- Джованні Баттиста ді Квадро
- Францішек Квадро (? — ?). 3 1565 року жив і працював у Львові. Один з засновників тут цеху будівничих, де виступав під прізвищем Кротофіла.
- Габрієль Квадро (? — ?). Працював у Львові, зокрема 1561 на будівництві східного крила львівської ратуші, як фахівець щодо зведення склепінь
- Гандзол Квадро (Анжело, ? — ?). Брат Габрієля. У 60-рр. 16 ст. працював у Галичині. Брав участь у будівництві бережанського та язловецького замків (нині Бучацький район) на території сучасної Тернопільщини. Працював також у Перемишлі. Можливо, йому належить найстаріший ренесансний портал у Львові з розібраного будинку Шольца з датою 1554 (фрагмент зоерігається у Львівській картинній галереї).